# Битка при Домажлице
Битката при Домажлице (на чешки: Bitva u Domažlic; на немски: Schlacht bei Taus), известна и като Битка при Таус, се води в днешния Пилзенски край през 1431 г. и е част от петата кръстоносна кампания срещу хуситите в Бохемия. Този нов епизод на хуситските войни избухва след неуспешните преговори в Прешбург и Хеб.
Кръстоносците обсаждат Домажлице от шест дни, когато до тях достига вестта за хуситска армия, водена от Обръснатия Прокоп към града за да пробие обсадата. Спомените за разгромените предишни походи и за хуситската безмилостност разклаща увереността на кръстоносците. А когато чуват и песните на маршруващата армия, кръстоносците са съвсем напуснати от смелостта си и отсъпват безредно към Шумава. Битката при Домажлице много бързо се превръща само в едно преследване през бохемската гора.

## Последствия
Целият обоз на кръстоносците е пленен, много от тях загиват, а папския легат към похода кардинал Чезарини едва се спасява, като губи булата с папския печат, овластяваща го да набира и поощрява кръстоносци. Това унижение и последвалите офанзивни кампании на хуситите принуждават католиците да търсят компромис на Фераро-Флорентинския църковен събор.

## Паметници
За битката напомня глориета с покрив от гонт във формата на кардиналска шапка, намираща се по пътя от Мраков до Коута на Шумаве.

## Галерия
- Кръстоносците при Домажлице бягат от пристигащите хусити, 
автор Адолф Либшер
- Хуситите преследват немците след Домажлице, автор Венцеслав Черни
- Кардинал Чезарини се оттегля от битката, 
автор Миколаш Алеш